# Cabot berruvés
El cabot berruvés' ( Gobius fallax) és una espècie de peix de la família dels gòbids i de l'ordre dels perciformes que es troba a les Illes Canàries i a la Mediterrània.
Els mascles poden assolir els 9 cm de longitud total.